# Classe Asashio (cacciatorpediniere)
La classe Asashio (朝潮型駆逐艦?, Asashiogata kuchikukan) di dieci cacciatorpediniere di squadra appartenne alla Marina imperiale giapponese e cominciò a entrare in servizio nel 1937. Si trattava di navi costruite senza tenere conto dei limiti imposti dal trattato navale di Londra dell'aprile 1930, che riproponevano il modello di cacciatorpediniere "Tipo speciale" (特型?, Tokugata) armato con sei cannoni da 127 mm, numerosi tubi lanciasiluri per ordigni da 610 mm e un potente impianto propulsivo. Gli esemplari traevano inoltre beneficio dalle lezioni apprese con le classi precedenti circa solidità, robustezza e stabilità dello scafo; problemi riguardanti il raggio di virata e malfunzionamenti tecnici delle nuove turbine furono risolti con successo entro il 1941, mentre la modestia dell'autonomia, in caso di battaglie e manovre di combattimento, rimase sempre insoddisfacente.
Organizzati in tre divisioni e mezzo poche settimane prima della guerra in Estremo Oriente contro gli Alleati, gli Asashio parteciparono a tutte le più importanti operazioni anfibie e aeronavali dei primi mesi di ostilità, contribuendo alle vittorie dello Stretto di Badung e del Mare di Giava (febbraio 1942); vari esemplari subirono comunque danni piuttosto gravi, tali da tenerli fuori servizio per lunghi periodi, e l'Arare fu perduto nelle acque delle isole Aleutine. Con la campagna di Guadalcanal dell'agosto 1942-febbraio 1943 emersero chiaramente i difetti insiti nel progetto, ovvero la scarsa importanza attribuita alla contraerea e alla lotta antisommergibile, nonché la mancanza di efficienti sensori. L'inizio del 1943 fu anzi catastrofico per la classe, che perse in rapida successione l'Oshio (vittima di un sommergibile), il capoclasse Asashio e l'Arashio (fatti a pezzi dall'United States Army Air Forces nella battaglia del Mare di Bismarck), il Minegumo (crivellato dal fuoco navale radarguidato). I giapponesi tentarono di porre rimedio con cicli di potenziamento, arrivando a rimuovere una delle torrette con pezzi da 127 mm per fare posto a svariate installazioni di cannoni contraerei da 25 mm; dalla fine del 1943-inizio del 1944 comparirono apparati radar sulle alberature e la scorta di bombe di profondità fu più che raddoppiata. I quattro superstiti esemplari parteciparono dunque alla battaglia del Mare delle Filippine (19-20 giugno 1944) e poi alla battaglia del Golfo di Leyte, durante la quale lo Yamagumo, l'Asagumo e il Michishio colarono a picco con gravi perdite in vite umane. Il Kasumi rimase perciò l'unico rappresentante della classe e, fuggito dalle Filippine, accompagnò la grande nave da battaglia Yamato nella suicida operazione Ten-Go: a dispetto della profusione di contraerea leggera, fu ripetutamente colpito e ridotto a un relitto fiammeggiante, tanto che un altro cacciatorpediniere lo finì con un siluro il 7 aprile 1945, dopo averne tratto in salvo l'equipaggio.

## Progetto
Con la ratifica del trattato navale di Londra dell'aprile 1930, l'Impero giapponese dovette abbandonare il programma di intensive costruzioni dei cacciatorpediniere "Tipo speciale" (特型?, Tokugata), iniziato con la classe Fubuki e proseguito con la classe Akatsuki; si trattava di navi assai bene armate con sei cannoni da 127 mm e nove tubi lanciasiluri da 610 mm, specializzate nei combattimenti di superficie diurni e notturni. Nella prima metà degli anni trenta, pertanto, la Marina imperiale immise in servizio le classi Hatsuharu e Shiratsuyu rispettose dei limiti di tonnellaggio imposti dal trattato, ma afflitte da problemi di stabilità, tenuta del mare, ergonomia degli spazi ed eccessivi pesi, dovuti alla pressante volontà di mantenere un elevato numero di armi su scafi relativamente leggeri: le problematiche rilevate furono tali da costringere a un'estesa ricostruzione delle unità, che per gli Hatsuharu significò inoltre la perdita di un terzo della dotazione lanciasiluri.
Queste due serie di cacciatorpediniere lasciarono dunque insoddisfatti i vertici dello stato maggiore generale della Marina, che optarono per ritornare al concetto di cacciatorpediniere Tipo speciale pur di disporre di navi prestanti e affidabili. A cavallo tra 1933 e 1934 cominciò la progettazione di un nuovo gruppo di cacciatorpediniere senza tenere in conto le restrizioni del patto di Londra, i cui termini sarebbero spirati solamente il 31 dicembre 1936: le alte sfere non si preoccuparono, però, di tale ostacolo. La nuova classe Asashio adottava uno scafo più lungo di 9 metri, aggiungeva 300 tonnellate al dislocamento standard e implementava le misure correttive volte a salvaguardare equilibrio e stabilità; mantenne l'armamento silurante su otto tubi da 610 mm che gli Shiratsuyu avevano introdotto, organizzati in due impianti quadrinati, mentre la dotazione d'artiglieria si rifece ai Fubuki. Inoltre fu la prima classe nella Marina imperiale a montare su tutti gli esemplari i nuovi cannoni contraerei Type 96 da 25 mm, due coppie su ognuno. L'apparato propulsore fu infine rivisitato e dotato di macchine più robuste e potenti, che garantirono un'alta velocità massima a dispetto dell'incremento di peso. Nel 1935, alla conclusione dei lavori tecnici, gli Asashio si presentavano come veloci, eleganti e solide unità siluranti, tanto da divenire il modello ideale per le successive due classi di cacciatorpediniere.

## Caratteristiche generali

### Scafo e dotazioni

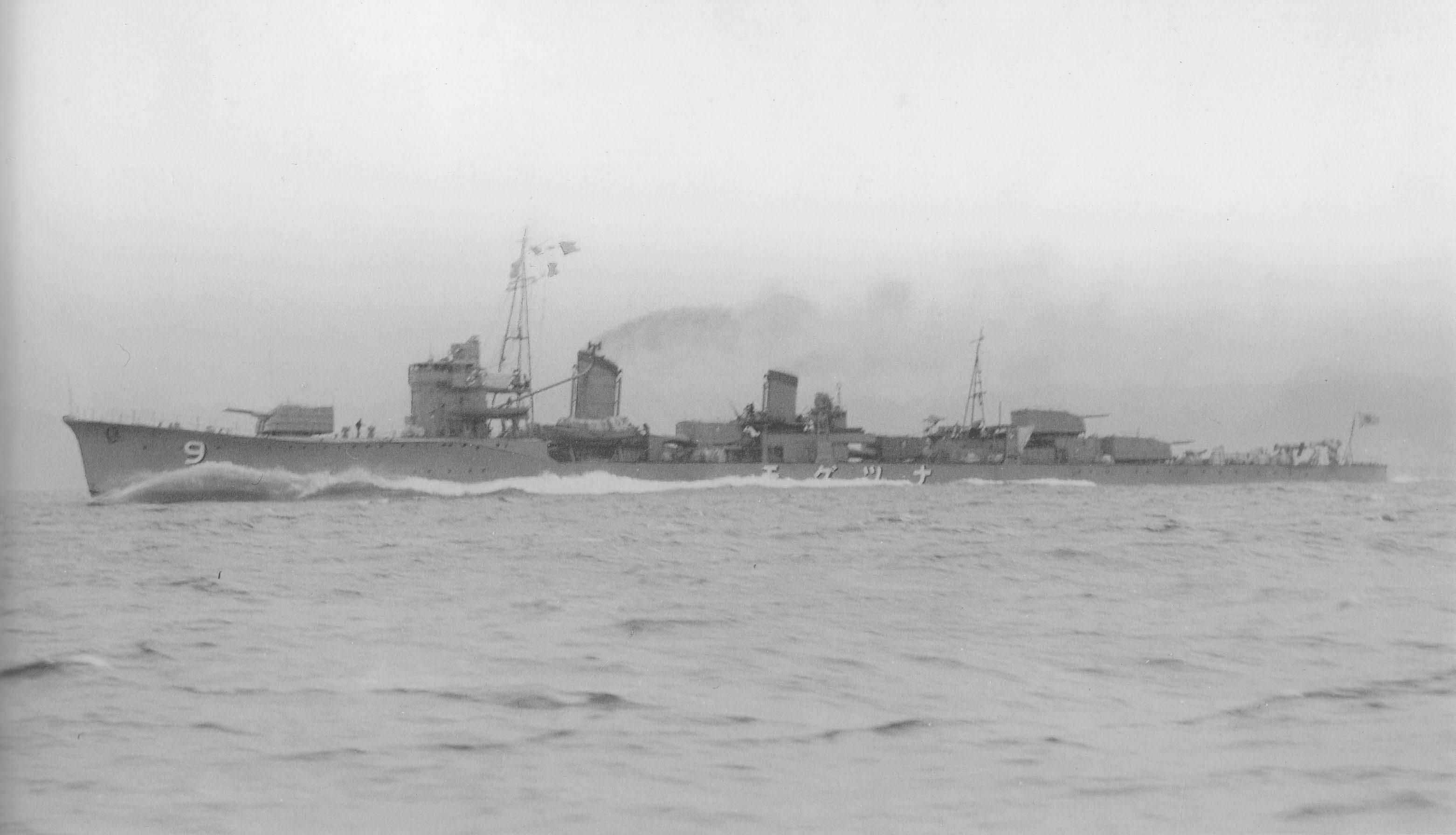
Visuale laterale del Natsugumo che permette di apprezzare il profilo tipico degli Asashio; si scorgono i paramine a poppa

I cacciatorpediniere tipo Asashio presentavano una lunghezza tra le perpendicolari di 111 metri, alla linea di galleggiamento di 115 metri e una lunghezza fuori tutto di 118,26 metri. La larghezza massima dello scafo ammontava a 10,35 metri e il pescaggio era un poco aumentato a 3,66 metri/3,69 metri in conseguenza della crescita dei pesi: il dislocamento standard era infatti di 1992 tonnellate. Alle prove in mare fu quindi riscontrato un dislocamento a pieno carico di 2367 tonnellate o di 2540 tonnellate. All'entrata in servizio l'equipaggio di ogni nave era formato da 200 uomini tra ufficiali, sottufficiali e marinai, poi portati a 230 effettivi entro il 1944.
Lo scafo ospitava quattro lance di salvataggio in fasciame sulla destra e a babordo della torre di comando e del fumaiolo anteriore: ciascuna era appesa a un proprio argano. Le alberature consistevano in un albero prodiero tripode, sito dietro la torre di comando, e in un albero di maestra tripode di altezza inferiore, che si elevava dall'alloggiamento dei siluri di ricarica sistemato dietro alla torretta sopraelevata di poppavia. Al centro dello scafo, immediatamente dietro il secondo fumaiolo, era stata inchiavardata una piattaforma circolare ospitante un proiettore da ricerca da 90 cm e un radiogoniometro.

### Impianti propulsivi
L'apparato motore degli Asashio si rifaceva a quello delle classi precedenti, a sua volta mutuato con qualche modifica dagli impianti in uso sugli Akatsuki. Si componeva di tre caldaie Kampon e di due turbine a ingranaggi a vapore Kampon; a queste erano vincolati due alberi motore dotati di elica. Due caldaie erano accoppiate ed erano state sistemate in testa, seguivano la terza caldaia e infine le turbine, affiancate in senso longitudinale allo scafo. I condotti di scarico erano convogliati in due fumaioli, uno anteriore di grandi dimensioni che serviva due caldaie, uno posteriore meno largo e dedicato alla terza. Il modello Kampon era uguale a quello in uso sugli Shiratsuyu, ma era stato sottoposto ad alleggerimento e tarato nuovamente per operare al massimo regime: sviluppava una pressione di 312,4 psi (22 kg/cm²) e produceva vapore surriscaldato alla temperatura di 572° F (300 °C). La potenza totale erogata ammontava dunque a 50000 shp, com'era stato per i cacciatorpediniere Tipo Speciale, e garantiva una velocità massima di 35 nodi o 66,5 km/h, nonostante le accresciute dimensioni e massa degli Asashio. L'impianto era alimentato a olio combustibile, la cui riserva di bordo ammontava a 500 tonnellate, e permetteva di percorrere 5700 miglia nautiche alla velocità di crociera di 10 nodi (poco più di 10550 chilometri a 19 km/h); a 18 nodi l'autonomia calava a 5000 miglia nautiche (9260 chilometri alla velocità di 34,2 km/h) ma alla massima andatura cadeva ad appena 960 miglia, ovvero meno di 1 780 chilometri.

### Armamento

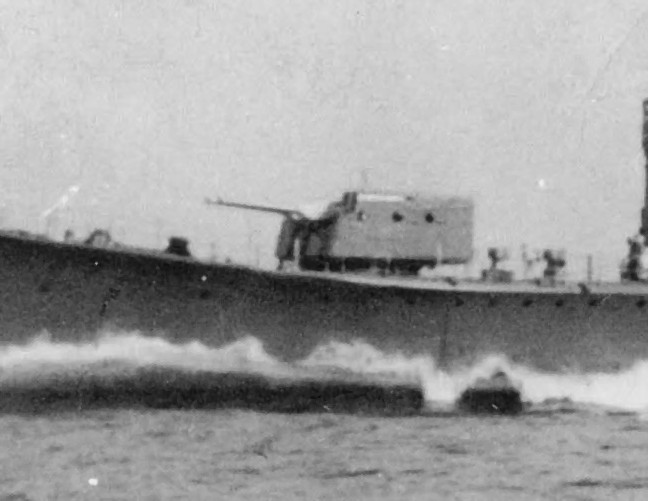
La torretta Type C con due cannoni Type 3 da 127 mm

La dotazione d'artiglieria tornò a essere articolata su sei cannoni Type 3 da 127 mm lunghi ciascuno 50 calibri (L/50), distribuiti in tre torrette binate Type C che erano state mantenute dagli Shiratsuyu – più precisamente si trattava di tre affusti completamente chiusi, la cui corazzatura era limitata a 3 mm su tutti lati, utile quindi a proteggere solo da intemperie e schegge. Una torre era installata a prua dinanzi alla torre di comando, le altre due erano sovrapposte e si trovavano verso poppa, dietro il secondo apparato lanciasiluri e il relativo magazzino per gli ordigni di scorta. Il cannone Type 3 sparava un proietto pesante 23 chili alla velocità iniziale di 913 m/s, con una gittata massima di oltre 18300 metri; la cadenza di tiro era di un colpo ogni 6-12 secondi. La torretta Type C che ospitava i pezzi era manovrata da un equipaggio di sedici uomini e aveva un alzo compreso tra -7° e +55º: ciò significava una limitazione di 25° rispetto ai precedenti impianti Type B, dopo la constatazione che il rateo di fuoco del cannone e la velocità di brandeggio di tale installazione erano insufficienti per un reale impiego contraereo. Il Type 3 si confermò comunque un'eccellente arma contro bersagli di superficie, sebbene saltuariamente fossero denunciati alcuni problemi di dispersione delle salve. Ciascuna delle tre torrette era servita da un proprio magazzino munizioni sottostante, dove le granate erano preparate e dunque inviate ai serventi mediante un paranco meccanico: ciò permise di velocizzare i tempi di caricamento e ottenere un fuoco più sostenuto. Inoltre il modello erano impenetrabile ai gas venefici. Le torri erano equipaggiate con propri dispositivi di visione e, per l'ingaggio di unità nemiche, facevano riferimento ai dati forniti da un telemetro Type 90 da 3 metri, installato sulla cima della camera di combattimento dei siluristi (sopra alle sovrastrutture prodiere).

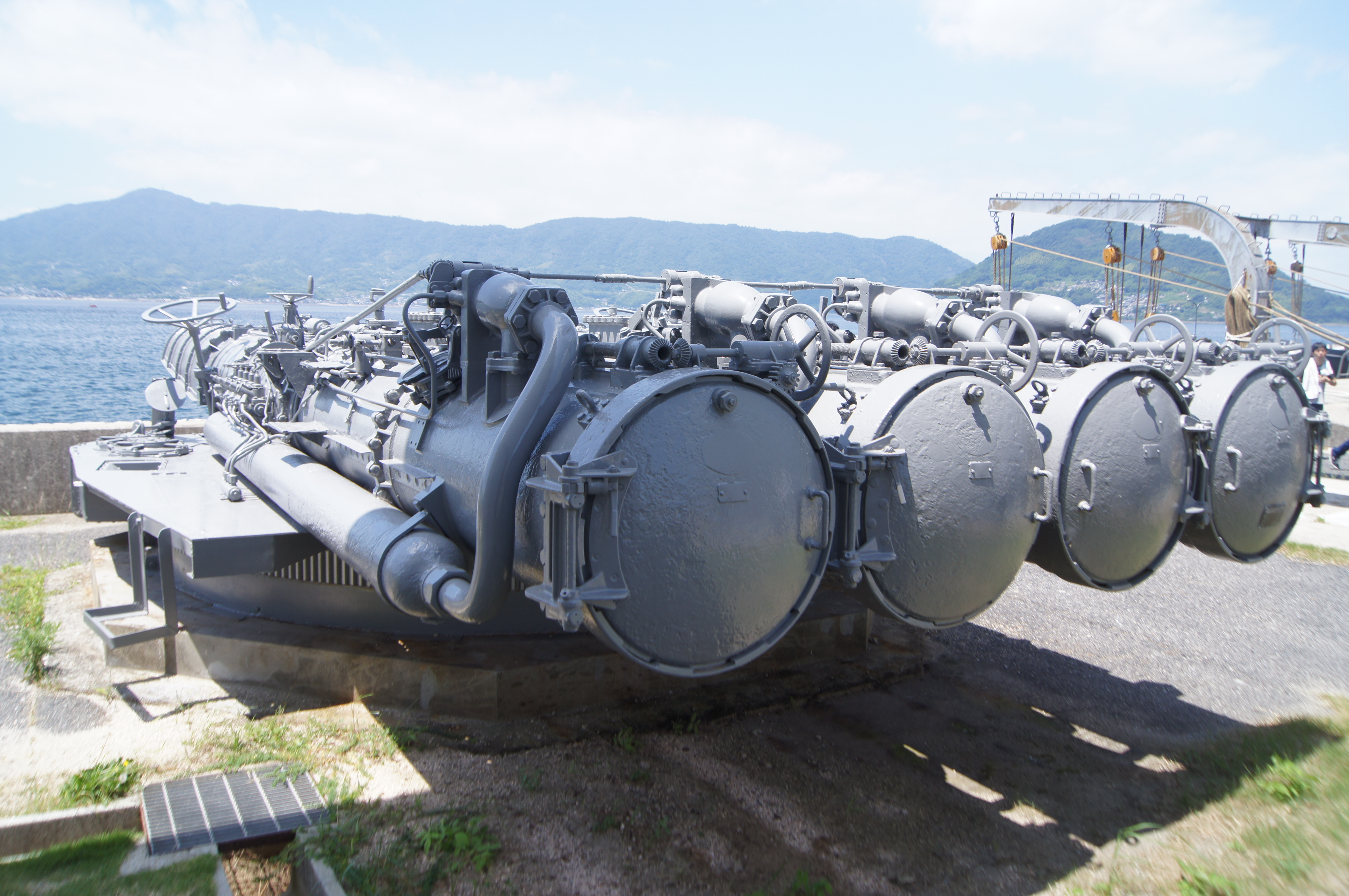
L'impianto Type 92 a quattro tubi, ottimizzato per l'impiego del siluro Type 93: si noti che le due coppie hanno aperture speculari delle culatte

Come per tutti i cacciatorpediniere imperiali, anche gli Asashio facevano grande affidamento sull'armamento silurante. La classe era equipaggiata con due installazioni quadrinate Type 92 da 610 mm, una tra i fumaioli su un rialzo e una a mezzanave, complete di una ricarica ciascuna per un totale di sedici siluri a bordo. Gli impianti adoperavano il noto Type 93, introdotto con la classe Hatsuharu. Sviluppato nella prima metà degli anni trenta, si trattava di un siluro propulso a ossigeno puro, il che garantiva grande autonomia, notevole spinta e anche una scarsa scia di bolle, molto più evidente se si adoperava l'aria compressa come propellente. Il Type 93 era lungo circa 9 metri e pesava 2700 chili, compresa la testata di guerra da 490 chili di alto esplosivo, di gran lunga maggiore rispetto a quella in uso sul Mark 15 statunitense; poteva essere lanciato alla velocità di 48, 40 o 36 nodi e raggiungere rispettivamente una portata di 20000, 32000 e 40000 metri. Anche in questi casi il Type 93 rivelò di avere un raggio d'azione superiore alle armi americane e, in generale, rimase insuperato sino alla conclusione della seconda guerra mondiale. Gli affusti Type 92 erano scudati, brandeggiabili grazie a motori elettrici incorporati ed erano serviti da un sistema di ricarica rapido, capace di inserire nei tubi nuovi siluri in 17 secondi. Gli ordigni di riserva rimasero suddivisi in tre compartimenti sul ponte come per gli Shiratsuyu: uno, con capienza di quattro siluri, si trovava tra le torrette di poppavia e l'impianto lanciatore posteriore; gli altri due, ciascuno contenente due siluri, erano stati disposti ai lati del fumaiolo posteriore inclinati verso l'interno, in modo da facilitare la ricarica. Solo una fonte afferma che questi ultimi due magazzini erano stati ridislocati ai fianchi del fumaiolo anteriore. I serventi ai lanciasiluri prendevano ordini da una camera di comando e combattimento costruita sul tetto della plancia, alla quale erano collegati mediante telefono; facevano inoltre riferimento a un telemetro Type 14 da 2 metri, inchiavardato al tetto del magazzino siluri poppiero.
La classe fu la prima nella Marina imperiale a essere equipaggiata, sin dal progetto, con i cannoni contraerei Type 96 da 25 mm L/60. Ogni unità disponeva di due impianti binati, disposti su altrettante piattaforme sopraelevate ai lati e davanti al secondo fumaiolo. Per la lotta antisommergibile erano disponibili sedici bombe di profondità, impiegabili o mediante due lanciatori Type 94 oppure facendole rotolare in mare da due rampe poste ai lati del rotondo di poppa; inoltre gli Asashio furono in assoluto i primi cacciatorpediniere nipponici a poter usufruire di un apparato sonar, fornito nel modello Type 93. La classe introdusse infine due paramine sul bordo delle murate di poppa, allo scopo di dragare in corso di navigazione eventuali campi minati.

## Costruzione
La classe Asashio fu prevista dal 2º Programma di rafforzamento navale approvato nel 1934; fu ordinata in dieci esemplari i cui costi furono concentrati nell'anno fiscale 1934. I cacciatorpediniere furono impostati tra il settembre 1935 e il marzo 1937, varati tra il dicembre 1936 e il novembre 1937, completati e immessi in servizio tra l'agosto 1937 e il giugno 1939. Tre navi furono costruite dall'azienda Fujinagata di Osaka, mentre gli arsenali della Marina imperiale a Maizuru, Sasebo e i cantieri Kawasaki a Kōbe fornirono ciascuno due unità; il decimo e ultimo esemplare fu invece allestito nei bacini della ditta Uraga di Tokyo. Gli scafi della classe erano compresi tra i numeri di serie 75 e 84.

## Unità
| Nome      | Cantiere           | Impostazione     | Varo             | Completamento         | Destino finale |
| --------- | ------------------ | ---------------- | ---------------- | --------------------- | --- |
| Asashio   | Sasebo             | 7 settembre 1935 | 16 dicembre 1936 | 31 agosto 1937        | Affondato il 3 marzo 1943 da attacco aereo nella battaglia del Mare di Bismarck 45 miglia a sud-est di Finschhafen (7°15′S 148°15′E)        |
| Michishio | Fujinagata (Osaka) | 5 novembre 1935  | 15 marzo 1937    | 31 ottobre 1937       | Affondato il 25 ottobre 1944 durante la battaglia dello Stretto di Surigao (10°25′N 125°23′E)                                               |
| Oshio     | Maizuru            | 5 agosto 1936    | 19 aprile 1937   | 31 ottobre 1937       | Affondato il 20 febbraio 1943 da un sommergibile 70 miglia a nord-ovest dell'isola di Manus (0°50′S 146°06′E)                               |
| Arashio   | Kawasaki (Kōbe)    | 1º ottobre 1935  | 26 maggio 1937   | 20 o 30 dicembre 1937 | Affondato il 4 marzo 1943 da attacco aereo 55 miglia a sud-est di Finschhafen (7°15′S 148°30′E)                                             |
| Natsugumo | Sasebo             | 1º luglio 1936   | 26 maggio 1937   | 10 febbraio 1938      | Affondato il 12 ottobre 1942 da attacco aereo a ovest di Guadalcanal (9°10′S 159°40′E)/90 miglia ovest-nord-ovest di Savo (8°40′S 159°20′E) |
| Yamagumo  | Fujinagata (Osaka) | 4 novembre 1936  | 24 luglio 1937   | 15 gennaio 1938       | Affondato il 25 ottobre 1944 durante la battaglia dello Stretto di Surigao (10°16′N 125°23′E)                                               |
| Minegumo  | Fujinagata (Osaka) | 22 marzo 1937    | 4 novembre 1937  | 30 aprile 1938        | Affondato nella notte del 5-6 marzo 1943 durante la battaglia dello Stretto di Blackett (8°01′S 157°14′E)                                   |
| Asagumo   | Kawasaki (Kōbe)    | 23 dicembre 1936 | 5 novembre 1937  | 31 marzo 1938         | Affondato il 25 ottobre 1944 durante la battaglia dello Stretto di Surigao (10°04′N 125°21′E)                                               |
| Arare     | Maizuru            | 5 marzo 1937     | 16 novembre 1937 | 15 aprile 1939        | Affondato il 5 luglio 1942 da un sommergibile 7 miglia a est di Kiska (52°00′N 177°40′E)                                                    |
| Kasumi    | Uraga (Tokyo)      | 1º dicembre 1936 | 18 novembre 1937 | 24 o 28 giugno 1939   | Danneggiato il 7 aprile 1945 da attacco aereo e mandato a fondo 150 miglia a sud-ovest di Nagasaki (31°N 128°E)                             |

## Modifiche al progetto
Ai collaudi dell'Asashio nell'estate 1937 fu notato che, in corso di virata, la manovrabilità calava drasticamente e la nave descriveva un raggio troppo ampio. La poppa e il timone dovettero dunque essere del tutto ricostruiti secondo un progetto correttivo, rapidamente posto in essere; lo stesso intervento fu implementato sugli altri esemplari direttamente in cantiere. Subito dopo sorsero problemi con le nuove, potenti turbine, in particolare attinenti le eliche: una non perfetta sincronizzazione delle varie componenti, infatti, faceva sì che si scorticassero a vicenda durante la navigazione. Questo grave difetto fu pressoché risolto prima delle ostilità contro gli Alleati, dopo un grande dispendio di tempo e denaro. Infine, all'inizio degli anni quaranta e anteriormente alla partecipazione dell'Impero giapponese alla seconda guerra mondiale, i dieci esemplari ebbero un cavo di demagnetizzazione fissato lungo il margine superiore di tutta la cintura, per renderli meno vulnerabili alle mine magnetiche.

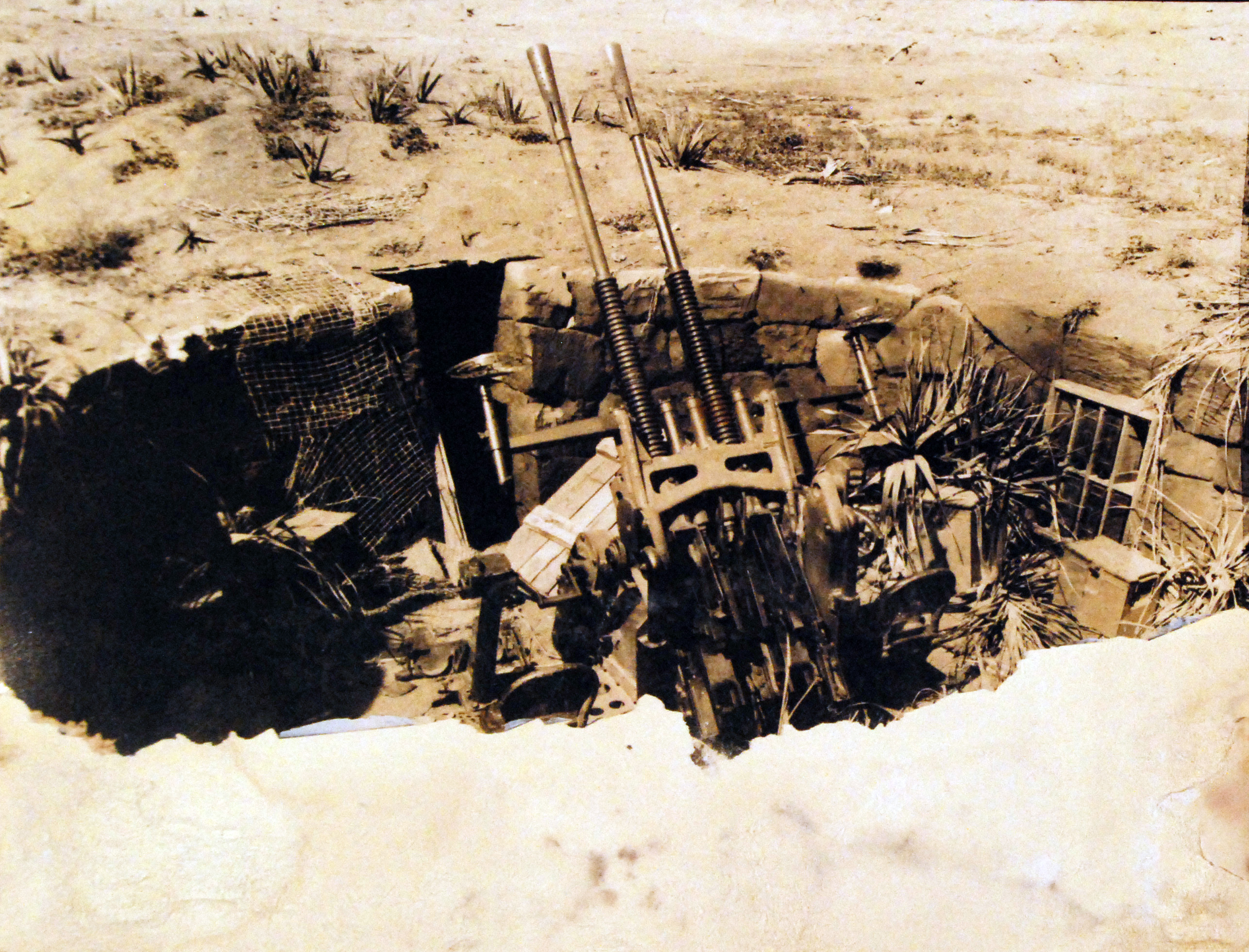
Il cannone Type 96 da 25 mm in installazione terrestre binata. L'arma, affidabile, era però afflitta da lento brandeggio, vibrazioni e vampata eccessive, modesto rateo di fuoco

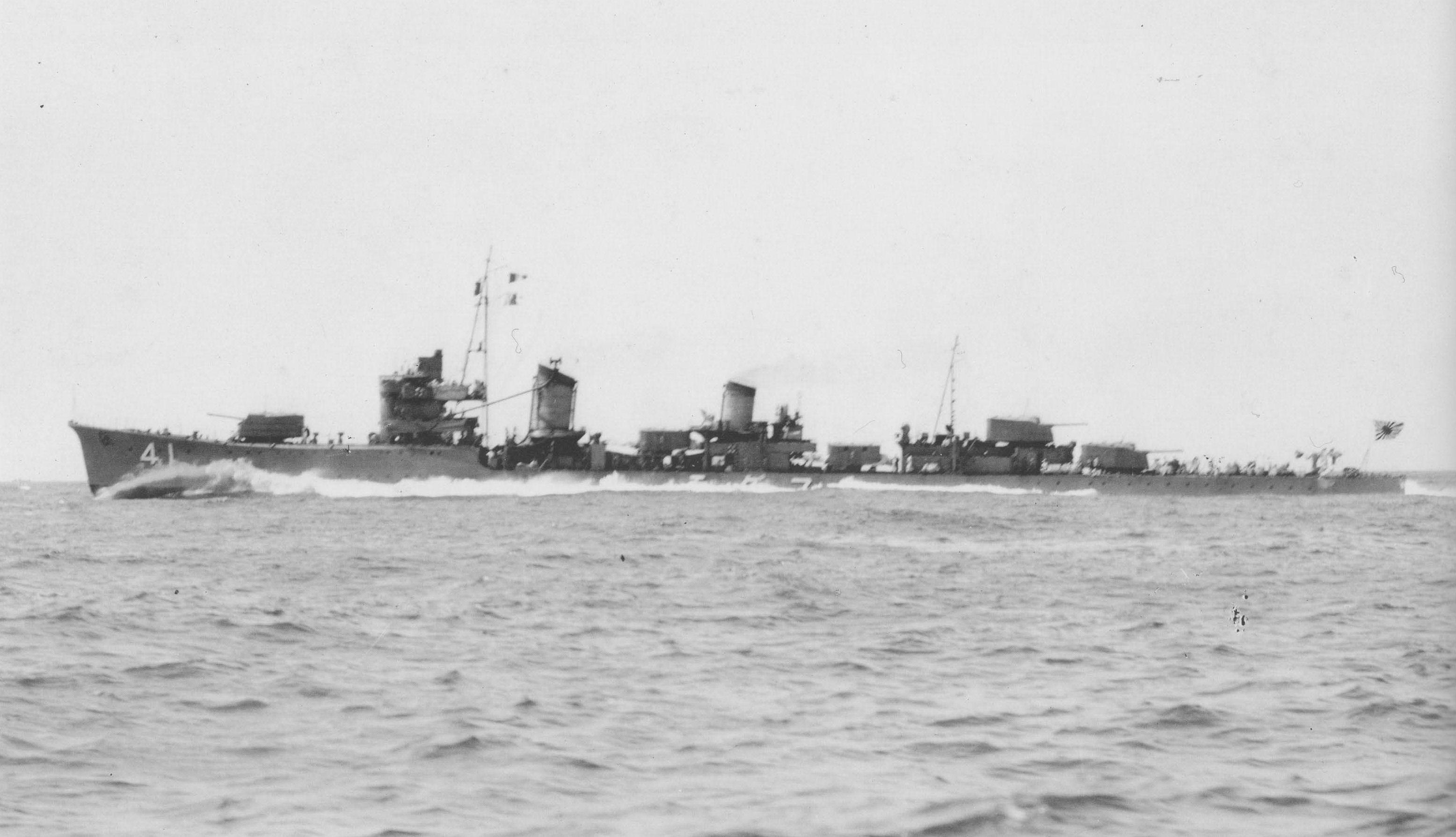
Lo Yamagumo all'entrata in servizio

Dopo il primo anno di battaglie gli interventi si concentrarono sui due grandi punti deboli della classe (comuni a tutti i cacciatorpediniere giapponesi), vale a dire l'anemica contraerea e la pochezza degli equipaggiamenti atti a contrastare i sommergibili avversari. La prima fase avvenne tra lo scorcio del 1942 e buona parte del 1943: le due installazioni binate di Type 96 a mezzanave furono rimpiazzate con impianti tripli e, tra la plancia e la torre d'artiglieria prodiera, fu costruito un ballatoio rialzato ospitante una coppia di pezzi da 25 mm. Poi, a cominciare dalle ultime settimane del 1943 e fino alla primavera 1944, mano a mano che gli Asashio passavano dagli arsenali nipponici, fu rimossa la torre sopraelevata con i pezzi da 127 mm – confermatisi incapaci di un reale fuoco contraereo – per fare spazio a due affusti tripli di Type 96. In ultimo, dalla fine dell'estate sino all'inverno 1944, furono aggiunti dagli otto ai dodici supporti singoli per altrettanti cannoni Type 96, piazzati lungo il ponte e sul castello di prua ovunque fosse sfruttabile un campo di tiro decente. Questa serie di potenziamenti non fu vissuta dall'intera classe, dacché sei unità furono distrutte entro i primi mesi del 1943: infatti solo l'Asagumo, lo Yamagumo, il Michishio e il Kasumi sopravvissero abbastanza a lungo per disporre dell'intera dotazione contraerea, che oscillava tra le ventidue e le ventisei bocche da fuoco da 25 mm. Solo il Kasumi fu equipaggiato al principio del 1945 anche con quattro mitragliatrici pesanti Type 93 da 13,2 mm, sebbene per allora fossero armi di modesta efficacia. In un periodo non specificato della seconda parte del conflitto tutti gli Asashio superstiti aggiunsero due lanciatori Type 94 e incrementarono a trentasei le bombe di profondità trasportate; per contro furono privati di metà della scorta di siluri e dei paramine, allo scopo di contenere i pesi. La misura si rivelò comunque insufficiente, perché il dislocamento standard crebbe a quasi 2040 tonnellate e a pieno carico a ben 2677 tonnellate, con conseguente riduzione a 29 nodi della velocità massima.
La classe non disponeva di nessun tipo di radar all'entrata in servizio, fornito solo nel crogiuolo della guerra nei diversi modelli Type 22 (localizzazione bersagli navali) e Type 13 (ricerca aerea): l'Asagumo, lo Yamagumo, il Michishio e il Kasumi soltanto ricevettero tali apparati. Il primo apparecchio veniva assicurato all'albero tripode di prua (che di conseguenza dovette essere irrobustito), presentava due antenne e i suoi operatori trovavano posto in un'apposita camera di controllo costruita alla base dell'albero; aveva un raggio massimo di poco meno di 70 chilometri ed era capace di individuare bersagli grandi come una nave da battaglia fino a 35 chilometri. Tuttavia non era abbastanza accurato per fornire dati sicuri all'artiglieria durante un combattimento. Il Type 13, sostanzialmente formato da una lunga antenna "a pioli", cominciò invece a essere montato dalla metà del 1944 in cima all'albero maestro. Era capace di localizzare un aereo solitario entro 58 chilometri circa e una formazione a 100 chilometri circa dalla nave; il suo raggio massimo arrivava a oltre 170 chilometri.